# Canyelles
Canyelles è un comune spagnolo di 2 158 abitanti situato nella comunità autonoma della Catalogna.

## Economia
Agricoltura, industria chimica e turismo.

## Storia
L'insediamento è noto dal 992 quando è nominato il castello dove ora sorge l'edificio ampliato nel XVI secolo. Tra il XIII e XIV sec, Bertran de Canyelles governò il territorio su incarico di Giacomo II d'Aragona.